# Death Race 2050
Death Race 2050 ist ein amerikanischer Actionfilm aus dem Jahr 2017. Die Regie führte G. J. Echternkamp. Der Film wurde als Direct-to-DVD-Produktion veröffentlicht. Es ist die Fortsetzung von Frankensteins Todesrennen (Originaltitel: Death Race 2000).

## Handlung
Wir schreiben das Jahr 2050. In den Vereinigten Staaten von Amerika, die von Überbevölkerung und einer Arbeitslosenquote von 99,993 % geplagt sind, bietet das Death Race sowohl Unterhaltung als auch Bevölkerungskontrolle. Das aktuelle Death Race erstreckt sich von Old New York bis New Los Angeles und besteht aus dem amtierenden Champion Frankenstein, dem gentechnisch veränderten Athleten Jed Perfectus, der Hip-Hop-Sensation Minerva Jefferson, der Kultistin Tammy the Terrorist und dem bösen, schwarzen, künstlich intelligenten, selbstfahrenden Auto  ABE. Jedem Fahrer wird ein Proxy zugewiesen, ein Sender, der es dem Publikum ermöglicht, das Rennen durch die virtuelle Realität zu erleben. Frankenstein wird sofort von seiner Stellvertreterin Annie Sullivan abgeschreckt und ignoriert sowohl ihre Versuche, ihn zu interviewen, als auch ihre Vorschläge, seine Gegner an ihm vorbeizulassen.
Während die Fahrer durch die Ostküste rasen, stellten Rebellen, angeführt vom ehemaligen Netzwerkproduzenten Alexis Hamilton, Fallen in der gesamten Branche.  Tammy und Minerva bilden eine heftige Rivalität, wenn sie sich gegenseitig die Kultanhänger stehlen, um sie zu töten.  Nachdem ABE in eine Rebellenfalle geraten ist, funktioniert es nicht mehr, tötet seinen Stellvertreter und gibt das Rennen auf, um seinen Lebenszweck zu entdecken.  Am ersten Kontrollpunkt befiehlt Hamilton Annie, die sich als ihre Spionin herausstellt, Frankenstein zu töten. Ihr Versuch, ihn zu verführen, schlägt fehl, da er sich nur darum kümmert, das Rennen zu gewinnen.  An anderer Stelle erklärt der Vorsitzende, dass Frankenstein aufgrund seiner Langlebigkeit zur Haftung geworden ist, während Perfectus seine treuen Fans ermutigen wird, an seinen Händen zu sterben.
Am zweiten Tag des Rennens durchqueren die Fahrer das Kernland des Landes, das für seine mit Waffen bewaffneten Bürger bekannt ist.  Minervas Stellvertreter Chi Wapp wird von einem Selbstmordattentäter getötet, der von Tammy geschickt wurde.  Frankenstein nimmt eine Abkürzung für ein anderes Trinkgeld, aber sein Auto bleibt in einem Getreidefeld stecken.  Während Annie abwandert, wehrt sich Frankenstein gegen eine Gruppe von Resistance-Ninjas, um mehr Punkte zu erzielen.  Als Annie den zweiten Kontrollpunkt erreicht, gibt sie zu, eine Rebellin zu sein und versucht, Frankenstein zu rekrutieren.  Politisch apathisch verflucht Frankenstein sowohl die Rebellen als auch die Regierung und bekräftigt, dass er nur das Rennen gewinnen will.  In einer Bar enthüllt Minerva Annie, dass sie eine gebildete Intellektuelle ist, die einen stereotypen Hip-Hop-Charakter spielt, um zu überleben.  Als Annie in Frankensteins Zimmer zurückkehrt, rettet sie Perfectus das Leben, der eifersüchtig auf Frankensteins Popularität und Sexappeal ist.  Inzwischen wird festgestellt, dass Hamilton und der Vorsitzende hinter den Kulissen zusammenarbeiten.
Am dritten Tag des Rennens legt die Regierung "genehmigte" Routen für die Fahrer fest, um Widerstandsangriffe zu vermeiden. Annie hilft Frankenstein beim Schalten, da sein rechter Arm im Kampf gegen Perfectus beschädigt wurde.  Minerva jagt Tammy, aber sie fällt von einer Klippe, um Tammys Selbstmordattentäter zu vermeiden. Tammy freut sich über Minervas Tod, bevor ein zurückkehrender ABE sie gegen die Wand rammt und sich selbst zerstört und beide zerstört.  Frankenstein und Annie vernichten Hamilton und ihre Rebellen, während Perfectus einen geheimen Weg zur Ziellinie nimmt. Beide Autos kämpfen um ihre Position, bis Perfectus die Kontrolle über sein Auto verliert und gegen die Virtual-Reality-Kontrollkabine stößt.  Vor dem Überqueren der Ziellinie sendet Frankenstein eine Nachricht an seine Fans, in der er darauf hinweist, dass der Vorsitzende selbst 1.000 Punkte wert ist. Nachdem Frankenstein den Vorsitzenden getötet hat, ermutigt er sie zur Freude der Zuschauer, ihre virtuelle Realität hinter sich zu lassen und ihr eigenes Todesrennen zu starten.  Während das Land in gewalttätiges Chaos ausbricht, beobachten Frankenstein und Annie aus der Ferne und schlagen vor, das Land nach dem Ende des Chaos wieder zu bevölkern.

## Produktion
Corman hatte die Idee für eine Fortsetzung des Originalfilms, als er von einem italienischen Journalisten interviewt wurde, der bemerkte, dass The Hunger Games Ähnlichkeiten mit Death Race 2000 habe. Corman kontaktierte Universal Pictures, die das moderne Remake produziert hatten (von dem Corman glaubte, dass es ebenfalls abgeworfen worden war  viel von dem politischen Kommentar des Originals) und diskutiert, die dunkle Satire des Originals zurückzubringen.
Die Dreharbeiten begannen 2016. Es zeigt einen Geschäftsmann, der jetzt Vorsitzender der United Corporations of America ist.  Corman sagte zu einem Interviewer: "Der Präsident hat eine Frisur, die sich Trumps Frisur annähern könnte, aber ich möchte nicht zu schwer darauf eingehen, denn Trump wird kommen und gehen und der Film wird bleiben." Der Film wurde in Lima gedreht.

## Rezeption
- Lexikon des internationalen Films: Grobe Neuauflage des Trashfilms „Frankensteins Todesrennen“ (1975), die ohne dramaturgisches Gespür splatterhafte Unfallszenen und schlecht inszenierte Verfolgungsjagden aneinanderreiht. Die vorgebliche Gesellschaftskritik bleibt pure Fassade.[5]